# Karabin SWN-98
SWN-98 (ros. СВН-98) – rosyjski wielkokalibrowy karabin wyborowy. Nie produkowany seryjnie, ale stał się podstawą do skonstruowania seryjnego KSWK.
SWN-98 powstał w biurze konstrukcyjnym Zakładów im. Diegtariewa w Kowrowie przez zespół w składzie: E.W. Zurawliew, M.J. Kuczin, W.I. Niegrupienko i J.N. Owczynikow.
SWN-98 jest bronią powtarzalną z zamkiem suwliwy zbudowaną w układzie bullpup. Karabin posiadał ciężką lufę o żłobkowanej powierzchni zakończoną hamulcem wylotowym – kompensatorem podrzutu. Komora zamkowa mieści mechanizmy: spustowy, uderzeniowy oraz zamek. Z przodu komory umieszczono wspornik do mocowania dwójnógu, a z tyłu trzewik z amortyzatorem. Gniazdo magazynka umieszczono za chwytem, tak jak przy konstrukcjach bullpup.
Broń wyposażono w mechaniczne przyrządy celownicze oraz wspornik dla celownika optycznego (na lewej ściance komory zamkowej).